# Louis-Auguste Desmarres
Louis-Auguste Desmarres, im Deutschen auch kurz August Desmarres genannt (* 22. September 1810 in Évreux, Département Eure; † 22. August 1882 in Neuilly-sur-Seine, Département Hauts-de-Seine), war ein französischer Ophthalmologe (Augenarzt) und Verfasser eines bedeutenden Lehrbuchs der Augenheilkunde. Er gilt als Reformator der französischen Ophthalmologie.
Nach seiner Promotion war er Assistent bei dem deutschen Augenarzt Frédéric Jules Sichel. 1842 gründete er eine private Augenklinik in Paris. Bekannte Augenärzte wie Albrecht von Graefe oder Carl Wilhelm von Zehender waren bei ihm als Assistenten tätig gewesen. 
Heute sind mehrere medizinische Instrumente nach Desmarres benannt.

## Schriften (Auswahl)
- Handbuch der gesamten Augenheilkunde: oder vollständige Abhandlung der Augenkrankheiten und ihrer medicinischen und operativen Behandlung für Aerzte und Studirende; von Dr. Eugen Seitz. (1. Aufl. 1852). Zweite gänzlich neu gestaltete Auflage zu der deutschen Bearbeitung des gleichnamigen Werkes von Desmarres. Erlangen: Ferdinand Enke, 1869 (Reprint: Vdm Verlag Dr. Müller, 2008, ISBN 3836441179). (frz. Orig.: Traité théorique et pratique des maladies des yeux. Paris: G. Baillière, 1847).